# Mô hình khoa học

Ví dụ về mô hình khoa học. Một sơ đồ của các quá trình hóa học và vận chuyển liên quan đến thành phần khí quyển.

Mô hình khoa học là một hoạt động khoa học, mục đích là làm cho một phần hoặc tính năng cụ thể của thế giới trở nên dễ hiểu, định nghĩa, định lượng, trực quan hóa hơn hoặc mô phỏng bằng cách tham chiếu đến kiến thức hiện có và thường được chấp nhận. Nó đòi hỏi phải chọn và xác định các khía cạnh liên quan của một tình huống trong thế giới thực và sau đó sử dụng các loại mô hình khác nhau cho các mục đích khác nhau, chẳng hạn như mô hình khái niệm để hiểu rõ hơn, mô hình hoạt động để vận hành, mô hình toán học để định lượng và mô hình đồ họa để trực quan hóa đối tượng.
Mô hình hóa là một phần thiết yếu và không thể tách rời của nhiều ngành khoa học, mỗi ngành đều có ý tưởng riêng về các loại mô hình cụ thể. John von Neumann đã phân tích như sau.
Ngoài ra còn có sự chú ý ngày càng tăng đối với mô hình khoa học  trong các lĩnh vực như giáo dục khoa học, triết học về khoa học, lý thuyết hệ thống và trực quan hóa tri thức. Ngày càng có nhiều phương pháp, kỹ thuật và siêu lý thuyết về tất cả các loại mô hình khoa học chuyên ngành.

## Tổng quan
Một mô hình khoa học tìm cách đại diện cho các đối tượng thực nghiệm, hiện tượng và các quá trình vật lý một cách hợp lý và khách quan. Tất cả các mô hình là trong simulacra, nghĩa là, phản ánh đơn giản của thực tế rằng, mặc dù là gần đúng, có thể cực kỳ hữu ích. Xây dựng và tranh chấp mô hình là nền tảng cho doanh nghiệp khoa học. Đại diện đầy đủ và thực sự có thể là không thể, nhưng tranh luận khoa học thường quan tâm đó là mô hình tốt hơn cho một nhiệm vụ nhất định, ví dụ, đó là mô hình khí hậu chính xác hơn để dự báo theo mùa.
Nỗ lực hình thức hóa các nguyên tắc của khoa học thực nghiệm sử dụng một cách diễn giải để mô hình hóa thực tế, giống như cách các nhà logic học tiên đề hóa các nguyên tắc của logic. Mục đích của những nỗ lực này là xây dựng một hệ thống hình thức sẽ không tạo ra hậu quả lý thuyết trái với những gì được tìm thấy trong thực tế. Dự đoán hoặc các tuyên bố khác được rút ra từ một hệ thống chính thức như vậy hoặc lập bản đồ thế giới thực chỉ trong chừng mực vì những mô hình khoa học này là đúng.
Đối với nhà khoa học, một mô hình cũng là một cách mà quá trình suy nghĩ của con người có thể được khuếch đại. Chẳng hạn, các mô hình được kết xuất trong phần mềm cho phép các nhà khoa học tận dụng sức mạnh tính toán để mô phỏng, trực quan hóa, thao tác và đạt được trực giác về thực thể, hiện tượng hoặc quá trình được thể hiện. Các mô hình máy tính như vậy là in silico. Các loại mô hình khoa học khác là in vivo (mô hình sống, chẳng hạn như chuột thí nghiệm) và in vitro (trong dụng cụ thủy tinh, chẳng hạn như nuôi cấy mô).